# Vrede van Berlijn (1742)

Oostenrijks-Silezië met de hertogdommen Neisse (geel), Troppau, rood, Jägerndorf (blauw) en Teschen (oranje).

De Vrede van Berlijn werd getekend op 28 juli 1742 in Berlijn door de Habsburgse aartshertogin Maria Theresia, die ook koningin was van Bohemen en de Pruisische koning Frederik de Grote. Het was het formele verdrag dat de Vrede van Breslau, getekend op 11 juni, bevestigde en daarmee de Eerste Silezische Oorlog beëindigde. 
Maria Theresia stond het grootste gedeelte van Silezië en het graafschap Glatz af aan Pruisen, behalve het gebied van het hertogdom Troppau en het hertogdom Jägerndorf ten zuiden van de rivier Opava. Het vorstendom Neisse dat onder gezag stond van de bisschoppen van Breslau werd ook verdeeld. De vestingstad Neisse en het grotere noordelijke deel kwam ook aan Pruisen toe. Oostenrijk behield het volledig Opper-Silezische hertogdom Teschen. De overgebleven Habsburgse gebieden werden bij het kroonland Oostenrijks Silezië gevoegd. 
In ruil verliet Pruisen de anti-Habsburgse coalitie die ze aangegaan hadden met Frankrijk, Spanje, Zweden, Napels en de keurvorstendommen Beieren, Saksen en Keulen. Pruisen nam ook de schuld 1,7 miljoen gulden op zich die Oostenrijk aangegaan was met zijn bondgenoot Groot-Brittannië. 
Frederik de Grote breidde zo het grondgebied van Pruisen met een derde uit en werd zo een Europese grote mogendheid en hiermee begon ook de rivaliteit tussen Oostenrijk en Pruisen die honderd jaar zou duren. De Franse koning Lodewijk XV was minder opgetogen door dit verdrag en dit leidde uiteindelijk tot de diplomatieke revolutie van 1756. 
De vrede tussen Pruisen en Oostenrijk was niet van lange duur, want in 1744 brak reeds de Tweede Silezische Oorlog uit. 